# Bundesautobahn 93
De Bundesautobahn 93 (kortweg: A93) loopt vanaf het Dreieck Hochfranken bij Hof naar de Oostenrijkse grens bij Kufstein. Belangrijke steden langs de route zijn verder: Regensburg, München en Rosenheim.
De weg is tussen Dreieck Holledau en Dreieck Inntal onderbroken. Tussen Holledau en Inntal wordt het verkeer via de A9, A99 en A8 omgeleid.
Het gedeelte tussen Dreieck Inntal en de grens is druk doordat hier veel verkeer langs gaat voor de richtingen Innsbruck en Brennerpas.